# Armene macroalata
Armene macroalata es una especie de mantis de la familia Mantidae.

## Distribución geográfica
Se encuentra en Tayikistán.